# Vida 23
«Vida 23» es una canción del rapero estadounidense Pitbull de su quinto álbum de estudio,  Armando. La canción fue escrita por Clinton Sparks, William Grigahcine, Armando Pérez, y es producido por Clinton Sparks y DJ Snake. La canción se tocó en los Premios Grammy Latinos 2011 por Pitbull. La canción fue creada exclusivamente para la campaña de Pitbull con Dr. Pepper.

## Lista de canciones
- Versión del álbum

1. «Vida 23» – 3:20

## Créditos y personal
- Pitbull – compositor, voz
- Nayer - voz
- Clinton Sparks – compositor, productor, arreglador, instrumentación, grabación y mezcla
- DJ Snaker – productor, arreglador e instrumentación
- William Grigahcine – compositor, teclados y producción adicional

## Historial de lanzamientos
| País           | Fecha                  | Formato          | Discográfica         |
| -------------- | ---------------------- | ---------------- | -------------------- |
| Estados Unidos | 2 de noviembre de 2010 | Descarga Digital | Sony Latino, Mr. 305 |